# Pullunder

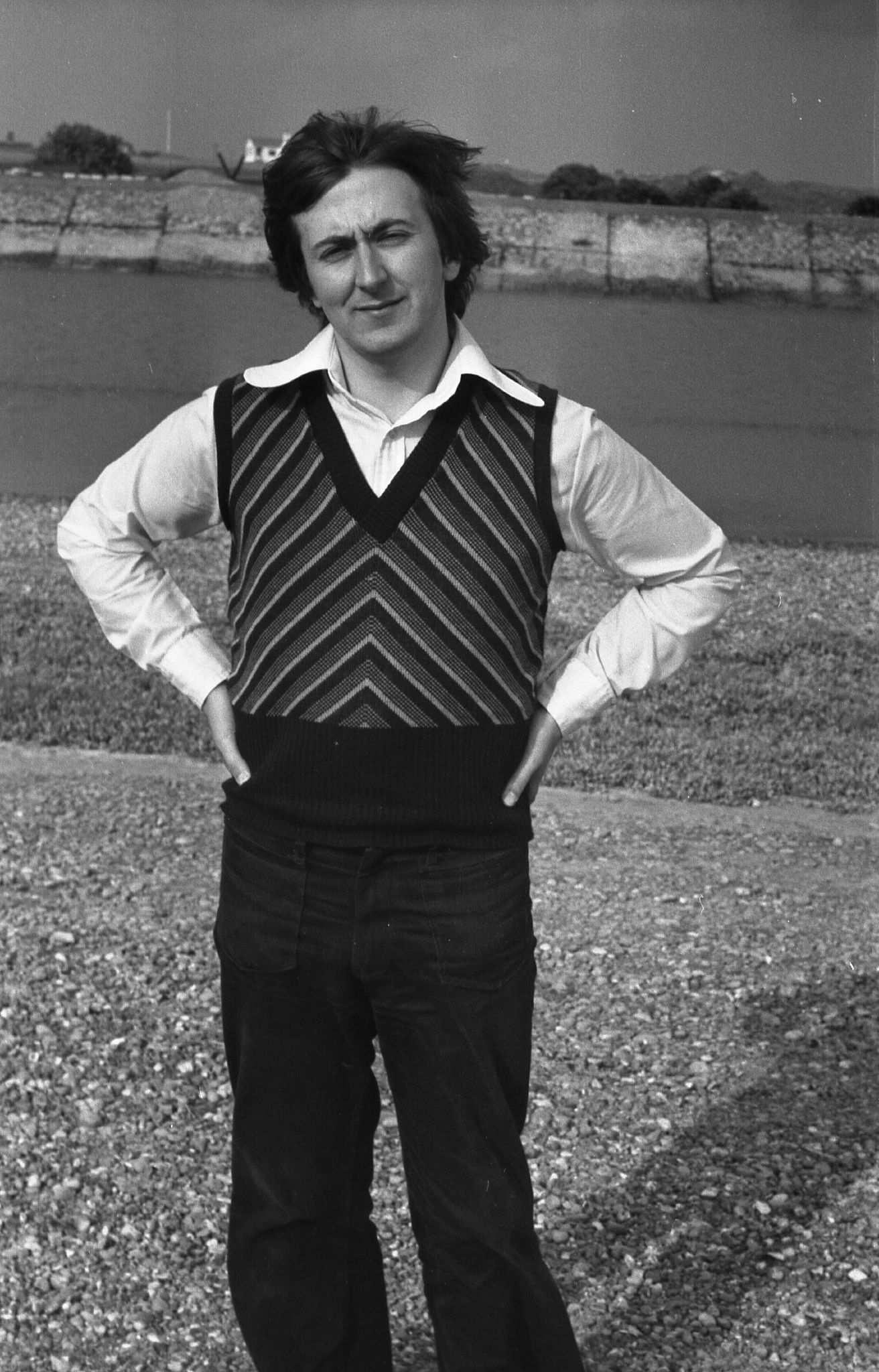
Mann mit Pullunder

Ein Pullunder (veraltet Westover) ist ein ärmelloses Kleidungsstück, das eine Mischform darstellt zwischen einer Weste, von der es die ärmellose Form und die Trageweise hat, und dem Pullover, von dem es die geschlossene, knopflose Form hat. Im Gegensatz zum Pullover wird er traditionell jedoch fast ausschließlich über einem Oberhemd und meist unter einem Jackett getragen. Auf diese Trageweise weist auch die in Analogie zu „Pullover“ aus den englischen Wörtern to pull = ziehen und under = unter („zieh unter“) entlehnte Bezeichnung hin. Das ist jedoch nur ein Scheinanglizismus; die im amerikanischen Englisch verwendete Bezeichnung ist „sweater vest“.
Einer der bekanntesten Pullunderträger war Hans-Dietrich Genscher, dessen gelber Pullunder zu seinem Markenzeichen wurde. Ebenso trägt der SPD-Politiker Ludwig Stiegler stets einen roten Pullunder, wie bereits vor ihm der Schriftsteller und Satiriker Alexander Roda Roda. Der Kabarettist Olaf Schubert erlangte Bekanntheit als Träger eines Pullunders mit Argyle-Rautenmuster. Außerdem ist inzwischen der Rapper DCVDNS durch seinen Erfolg im Internet berühmter Pullunderträger.
Der Pullunder ist ein traditioneller Bestandteil der Bekleidung im Golfsport und im Cricket.